# Z(4430)
La particella Z(4430) è un mesone esotico scoperto nel 2007 dall'esperimento Belle e confermato successivamente dall'esperimento LHCb nel 2014. Si tratta del primo candidato tra i mesoni esotici ad essere osservato con una significatività così elevata. L'interpretazione proposta è che si tratti di un tetraquark, un adrone composto da quattro quark di valenza: {\displaystyle c{\bar {c}}d{\bar {u}}}.

## Scoperta
La particella Z(4430) è stata osservata per la prima volta nel 2007 dall'esperimento Belle al collider asimmetrico elettrone-positrone KEKB. Nelle collisioni sono generate numerose coppie di mesoni B, i quali decadendo possono produrre risonanze contenenti quark charm. In particolare il processo studiato è il seguente:
{\displaystyle B\to K\pi ^{\pm }\psi '}
dove i mesoni B decadono in mesoni K, pioni carichi e una {\displaystyle \psi '}. Sono stati selezionati gli eventi in cui:
{\displaystyle \psi '\to l^{+}l^{-}}
{\displaystyle \psi '\to \pi ^{+}\pi ^{-}J/\psi \ },  dove {\displaystyle \ J/\psi \to l^{+}l^{-}}
ovvero dove  {\displaystyle \psi '} decade in una coppia di leptoni (elettroni o muoni), oppure una coppia di pioni e un mesone J/ψ, che a sua volta decade in una coppia di leptoni.
La misura dell'esperimento Belle trovò una massa di circa 4433 MeV/c2, con una significatività di 6.5 σ.

## Conferma
Nel 2014 l'esperimento LHCb al Large Hadron Collider ha confermato l'esistenza della particella, misurandone con maggiore precisione la massa: il valore ottenuto è di 4475 MeV/c2, con una significatività di 13.9 σ. I numeri quantici trovati sono JP = 1+.